# Окфаски (округ)
Округ Окфаски (англ. Okfuskee County) располагается в штате Оклахома, США. Официально образован в 1907 году. По состоянию на 2012 год, численность населения составляла 12 358 человек.

## География
По данным Бюро переписи США, общая площадь округа равняется 1629,112 км², из которых 1618,752 км² суша и 10,36 км² или 0,66 % это водоёмы.

## Население
По данным переписи населения 2000 года в округе проживает 11 814 жителя в составе 4 270 домашних хозяйств и 2 971 семьи. Плотность населения составляет 7,00 человек на км2. На территории округа насчитывается 5 114 жилых строений, при плотности застройки около 3,00-х строений на км2. Расовый состав населения: белые — 65,46 %, афроамериканцы — 10,41 %, коренные американцы (индейцы) — 18,20 %, азиаты — 0,08 %, гавайцы — 0,10 %, представители других рас — 0,57 %, представители двух или более рас — 5,27 %. Испаноязычные составляли 1,64 % населения независимо от расы.
В составе 29,20 % из общего числа домашних хозяйств проживают дети в возрасте до 18 лет, 54,10 % домашних хозяйств представляют собой супружеские пары проживающие вместе, 11,20 % домашних хозяйств представляют собой одиноких женщин без супруга, 30,40 % домашних хозяйств не имеют отношения к семьям, 27,80 % домашних хозяйств состоят из одного человека, 14,50 % домашних хозяйств состоят из престарелых (65 лет и старше), проживающих в одиночестве. Средний размер домашнего хозяйства составляет 2,52 человека, и средний размер семьи 3,06 человека.
Возрастной состав округа: 24,60 % моложе 18 лет, 8,20 % от 18 до 24, 26,70 % от 25 до 44, 24,20 % от 45 до 64 и 24,20 % от 65 и старше. Средний возраст жителя округа 39 лет. На каждые 100 женщин приходится 106,50 мужчин. На каждые 100 женщин старше 18 лет приходится 107,90 мужчин.
Средний доход на домохозяйство в округе составлял 24 324 USD, на семью — 30 325 USD. Среднестатистический заработок мужчины был 24 129 USD против 17 819 USD для женщины. Доход на душу населения составлял 12 746 USD. Около 17,30 % семей и 23,00 % общего населения находились ниже черты бедности, в том числе — 29,60 % молодёжи (тех, кому ещё не исполнилось 18 лет) и 17,50 % тех, кому было уже больше 65 лет.